# Dawlatshah
Dawlatshah (+1364) fou un noble farsi que va governar Kirman com independent revoltat durant uns mesos del 1364.
Dawlatshah que havia estat fidel servent del wazir muzaffàrida Qiwam al-Din, mort sota tortura. Fou llavors empresonat breument però després fou alliberat tornant aviat al favor reial.
El 1364 fou enviat per Shah Shuja (que estava amenaçat a Siraz) a Kirman on havia designat governador a Amir Hajji el mestre de la Cavalleria (Mir-Akhur) en el lloc de Imad al-Din Sultan Ahmad, germà de Shah Shuja que s'havia opassat a les forces enemigues dirigides per un tercer germà Kutb al-Din Shah Mahmud. L'objectiu era aportar diners a Shiraz per al pagament de l'exèrcit. En arribar a Sirjan, va trobar a Sultan Shibli Hilal (fill de Shah Shuja) i l'amir Surghatmish, cap dels awghanis, que avançaven cap a Shiraz amb reforços per Shah Shuja i els va persuadir (així com a Badr al-Din, l'atabek o guardià de Sultan Shibli) de anar amb ell a Kirman. Allí va seduir o subornar molts dels amirs i nobles minant la seva fidelitat. Llavors va matar el governador Hajji i a l'atabek Badr al-Din i va empresonar a Sultan Shibli a Qara-i-Kuh, asumint el poder suprem al Kirman.
Quan aquestes notícies van arribar a Shiraz, Shah Shuja es va desanimar. En aquest moment l'exèrcit de Shah Mahmud estava davant de Shiraz i hi havia escaramusses diàries, Finalment Shah Shuja va decidir enviar el seu fill Sultan Uways a buscar a l'amir Surghatmish (que es creia que encara era lleial) al Garmsir i a marxar amb ell contra Kirman per sotmetre a Dawlatshah; però no va poder fer res ja que Surghatmish havia desbandat les tropes que havia reunit abans. Finalment Shah Shuja va haver d'evacuar Shiraz i se li va concedir el castell de Band-i Amir i Abarkuh, on el governador, Jalal al-Din Turanshah li va declarar la seva lleialtat i es va oferir per ajudar-lo a recuperar el Kirman usurpat per Dawlatshah.
Van sortir cap allí avançat el 1364 de amb un petit exèrcit igual en nombre a la del Profeta a la batalla de Badr (313 homes). Dawlatshah els va sortir al encontre amb 4000 homes i un amir àrab de nom Mahmud (Muhammad) va portar la noticia a Shah Shuja que immediatament va sortir de Shahr-i-Babak cap a Sirjan. A la tarda els dos exèrcits es van trobar; Shuja va atacar temeràriament i va vèncer fent abundant botí. L'endemà va avançar cap a Kirman (ciutat) arribant a Dhahabad a uns 4 km de la ciutat. En arribar allí van trobar les portes tancades per Dawlatshah i es preparava per un setge però finalment fou induït per l'amir Ramadan Akhtaji a rendir-se a canvi de ser perdonat, sent garant de l'acord el wazir Khwaja Turanshah. Al dia següent Dawlashah va sortir acompanyat pels nobles i va rebre regals i robes d'honor. Però poc després Shah Shuja al·legant que Dawlashah mediatava una acta de traïció o fins i tot el seu assassinat, el va fer matar.
El fill Sultan Uways ibn Shah Shuja i l'Amir Surghatmish foren honorats i recompensats per les seves accions tot i que havien tingut un nul resultat.